# Dokarmianie ptaków

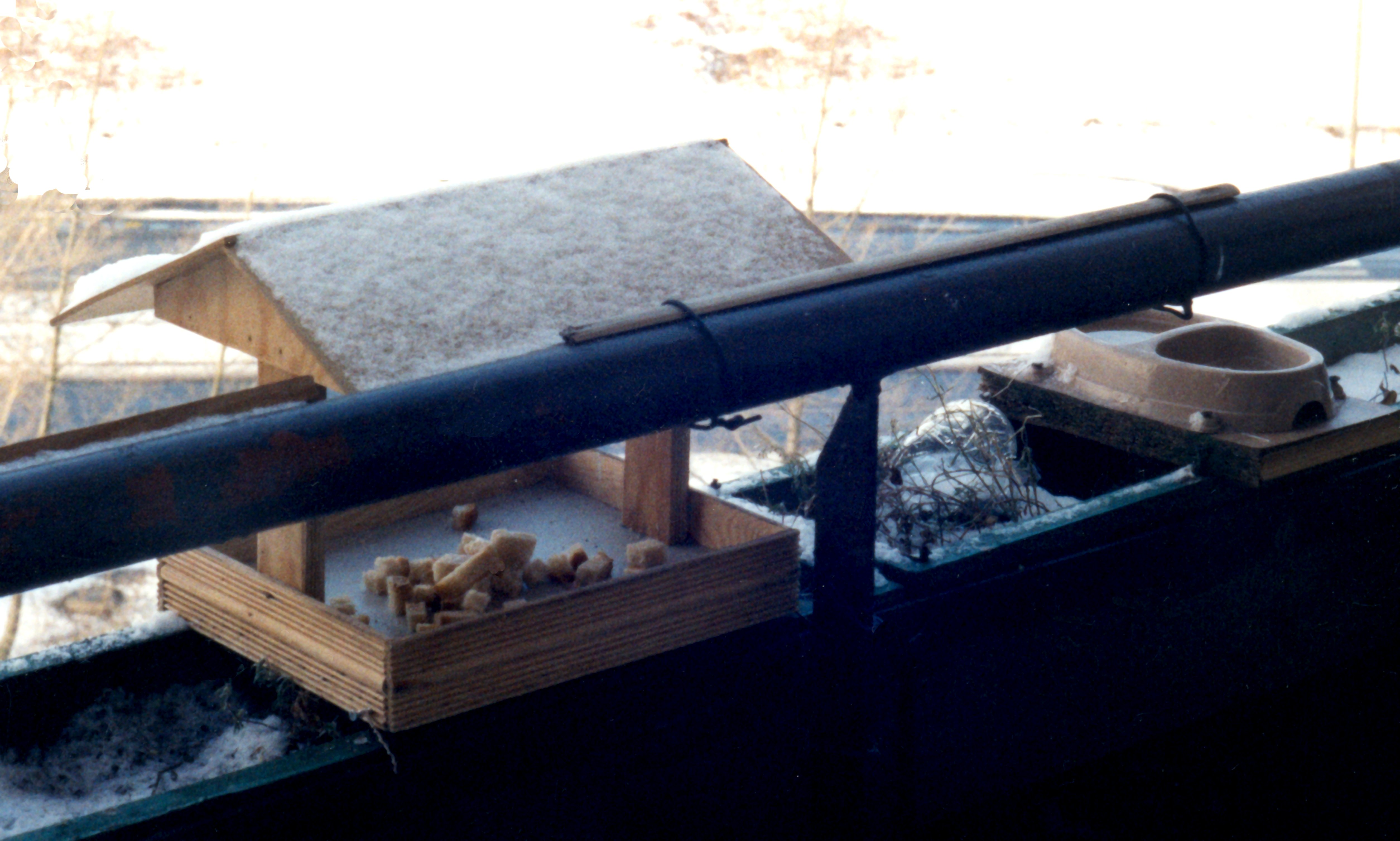
Klasyczny karmnik na balkonie

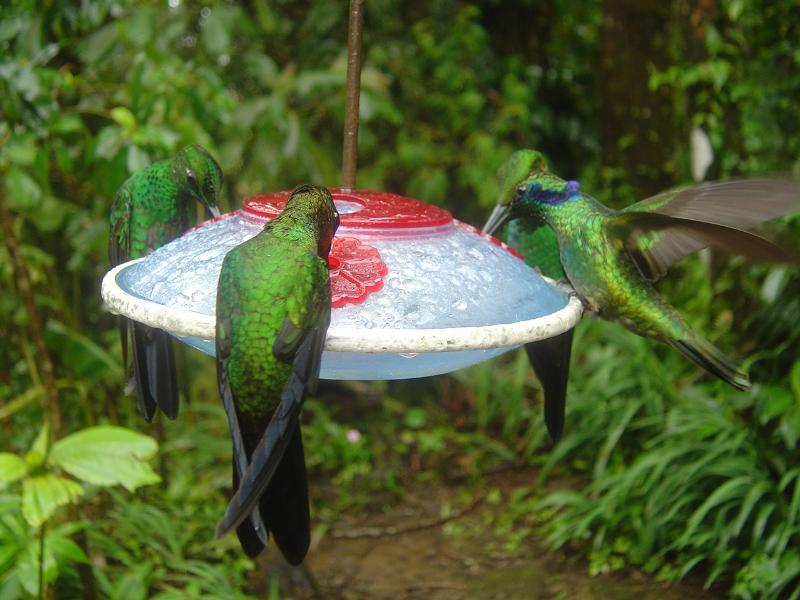
Karmnik dla kolibrów

Dokarmianie ptaków – dostarczanie pożywienia ptakom żyjącym na wolności, zazwyczaj w zimie, gdy krótki dzień oraz niesprzyjające warunki (szczególnie marznący deszcz lub mżawka) nie pozwalają im wystarczająco zaspokoić głodu.
Dokarmianie ptaków pobudza zainteresowanie ornitologią i wyzwala przeżycia estetyczne związane z obserwacją ptaków, a organizowane w szkołach kształtuje zachowania proekologiczne. Prawidłowo prowadzone dokarmianie może być jedną z form aktywnej ochrony przyrody. Podobną funkcję może spełniać pozostawianie do dyspozycji ptaków niektórych roślin (chwastów), traw z nasionami, owoców na drzewach i krzewach.
Z punktu widzenia ekologicznego, dokarmianie ptaków nie ma jednak dużego znaczenia dla przeżywalności i późniejszego sukcesu lęgowego – dostępność pokarmu jest bowiem tylko jednym z czynników na nie wpływających.

## Rodzaje karmników

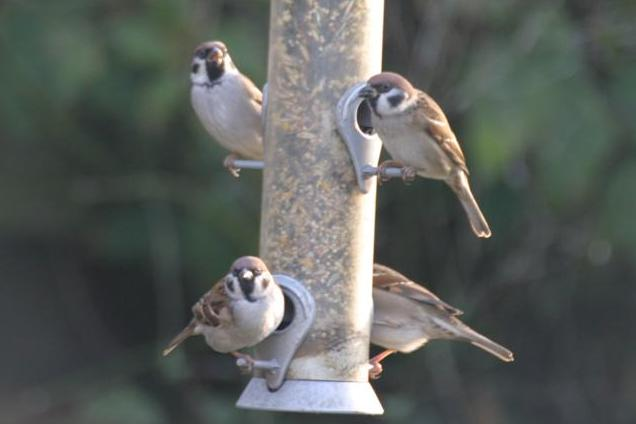
Mazurki przy karmniku-tubie

- Platforma z daszkiem, najczęściej drewniana, pozbawiona ścian, zazwyczaj umieszczona na ok. 2 m palu wbitym w ziemię. W Polsce najczęściej spotykana odmiana karmnika.
- Pionowa przezroczysta tuba, z otworami, przez które ptaki wyciągają nasiona. W miarę wyjadania, zawartość sama obsuwa się w dół. Bywa wykonana z surowców wtórnych, np. butelki PET. Karmniki tego typu nazywane są również karmnikami automatycznymi, ponieważ nie trzeba ich uzupełniać tak często, jak karmników opisanych wyżej.
- Wisząca siatka wypełniona ziarnami czy orzechami, sypkimi lub zlepionymi tłuszczem w kulę.
- Karmnik w kształcie dzwonu, np. zrobiony z doniczki zawieszonej do góry dnem i wypełnionej tłuszczem i nasionami.
- Wiszący kawałek niesolonej słoniny.
- Karmniki dla kolibrów – zawierające płynny roztwór cukru, czasem z dodatkiem barwnika (który jednak nie jest konieczny, a może być wręcz szkodliwy dla ptaków) – substytut nektaru.
- Karmniki naziemne w formie jednospadowego daszka – dla kuropatw i bażantów.

## Karma

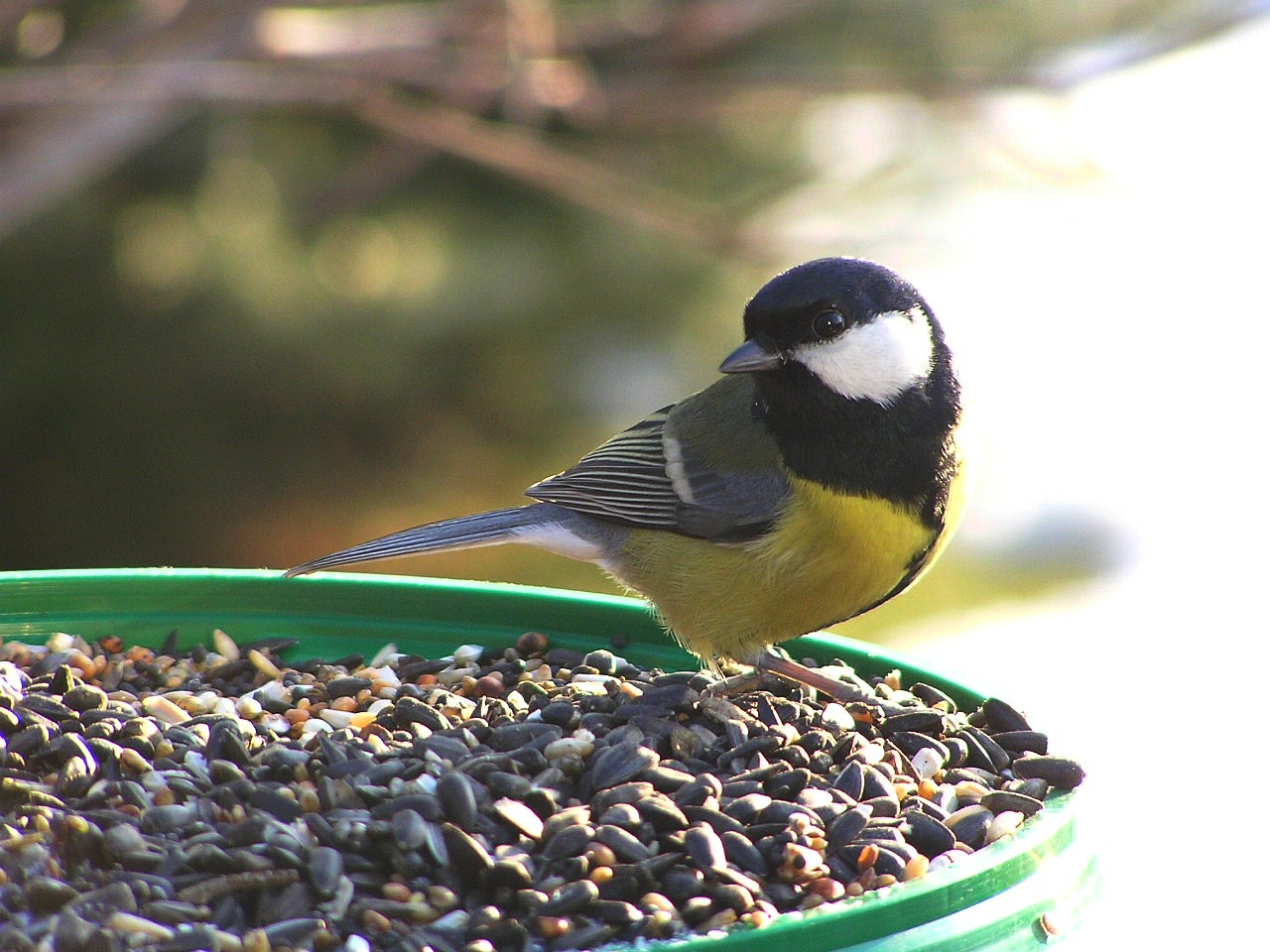
Bogatka w karmniku ze słonecznikiem

W polskich warunkach podstawowe rodzaje karmy dla ptaków to:
- nasiona oleiste, zwłaszcza słonecznik – zjadane przez sikory, wróble oraz łuszczaki, np. dzwońce, zięby, grubodzioby, gile,
- niesolone słonina, łój lub smalec – dla sikor, dzięciołów, kowalików,
- nasiona zbóż (owsa, prosa itp.) – dla trznadli,
- orzechy – dla sikor, dzięciołów, kowalików,
- mieszanki tłuszczowo-nasienne (np. kule z łoju oraz nasion słonecznika, lnu, prosa itp.),
- owoce: jabłka, jarzębina, rodzynki – dla miękkojadów, przede wszystkim z rodziny drozdowatych, jak kos i kwiczoł.

## Argumenty za dokarmianiem ptaków

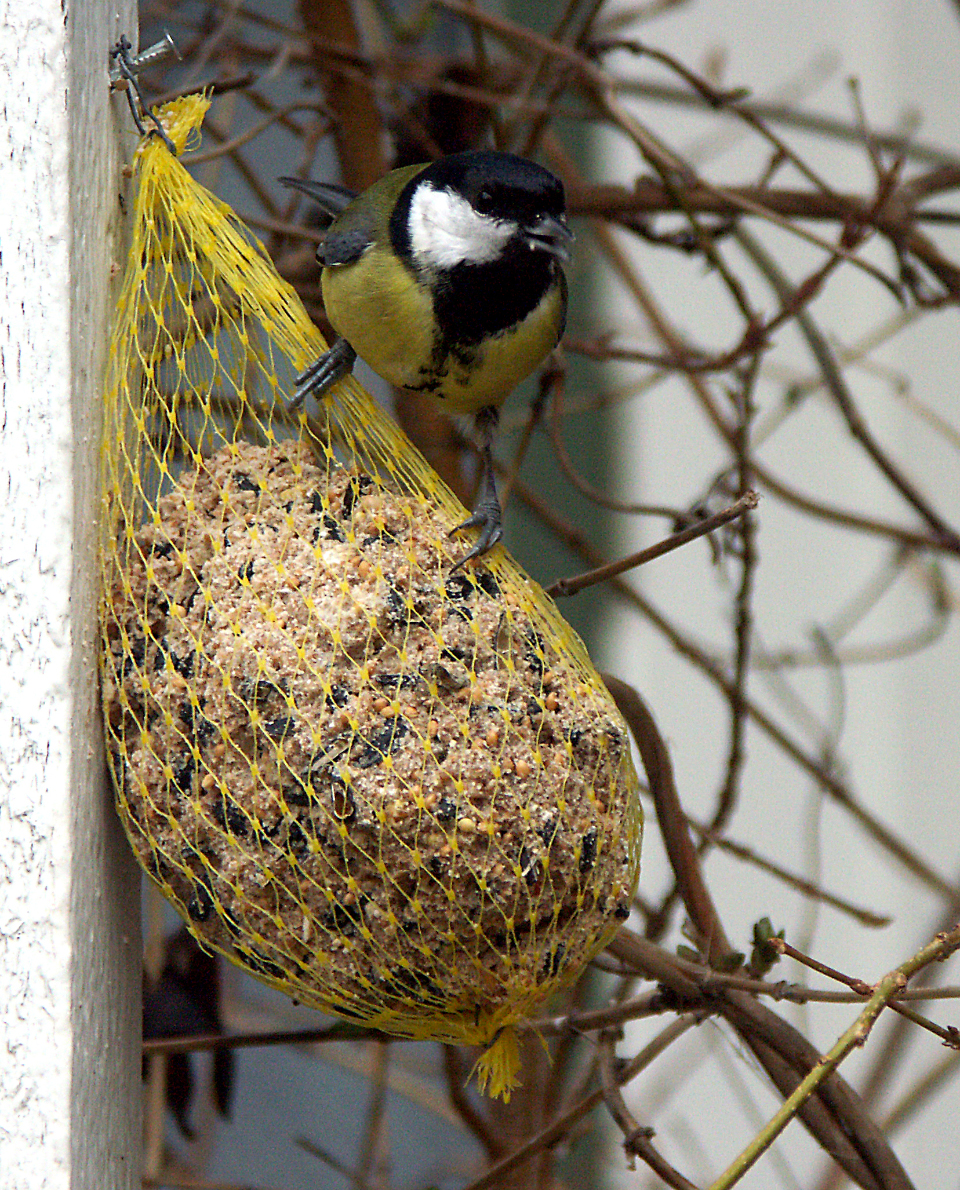
Karmnik-siatka z kulą tłuszczowo-nasienną

- Dokarmianie ułatwia ptakom przetrwanie ciężkich warunków zimowych – niskiej temperatury i opadów. Lot aktywny wymaga wiele energii, a równocześnie nie pozwala na gromadzenie wewnątrz ciała znacznych zapasów (niekorzystny wzrost ciężaru). Dlatego dla ptaków, zwłaszcza tych małych, szczególnie ważne jest regularne i wystarczająco obfite odżywianie.
- Zimą dni są krótkie i ptaki mają mniej czasu na zdobycie pokarmu wystarczającego do przetrwania długiej i zimnej nocy.
- Zimą ptaki mają ograniczony dostęp do innych źródeł pokarmu wskutek zalegania pokrywy śnieżnej.
- Karma przygotowana przez człowieka nie jest atrakcyjniejsza niż naturalna i jeżeli ptaki będą miały dostęp do naturalnego pokarmu, to nie będą korzystać z dokarmiania.
- Człowiek silnie wpływa na środowisko, w znacznym stopniu ograniczając naturalną bazę pokarmową, a dokarmianie zwierząt może nieco złagodzić skutki tych niekorzystnych zmian.
- Dokarmiając ptaki, człowiek zbliża się do nich, uczy się, pobudza swoje zainteresowanie i uwrażliwia na przyrodę, a także zyskuje poczucie, że robi coś dobrego.
- Liczniejsza populacja ma większe możliwości przystosowania się do niespodziewanych zmian w środowisku, a niewielkie i lokalne osłabienie doboru naturalnego, wobec wielu negatywnych przekształceń w środowisku będących dziełem człowieka, nie ma wielkiego znaczenia.

## Argumenty przeciw dokarmianiu ptaków

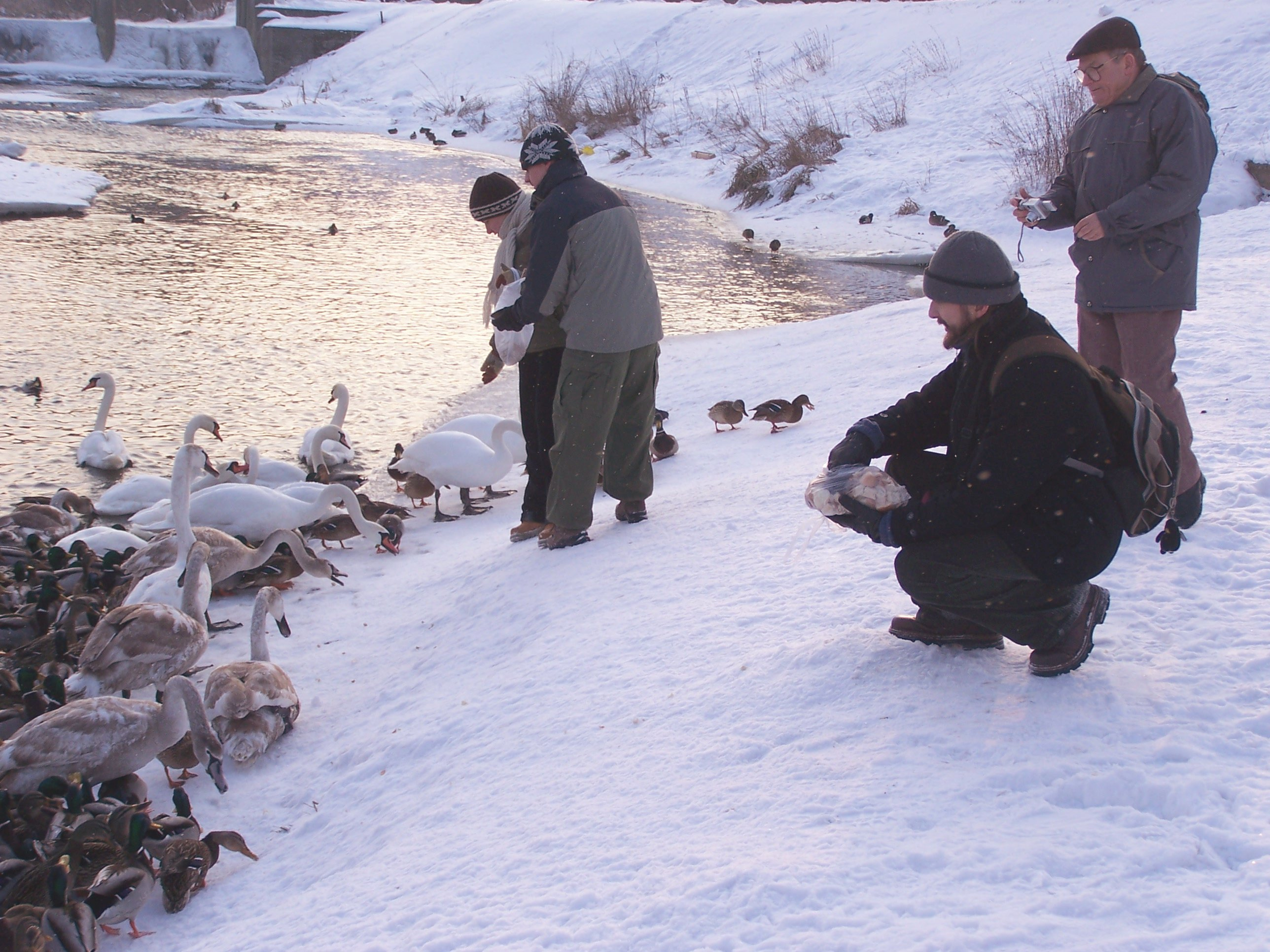
Karmienie kaczek i łabędzi

- Ptaki są często dokarmiane w sposób przypadkowy i nieprzemyślany, a niewłaściwy rodzaj pokarmu powoduje więcej szkód niż pożytku. Duża ilość chleba w pożywieniu wywołuje poważną chorobę – kwasicę, nieuleczalny u dorosłych ptaków zespół anielskiego skrzydła oraz biegunki, a zjedzenie pokarmu solonego często prowadzi do śmierci wskutek zaburzenia gospodarki wodnej organizmu. Bardzo niebezpieczny jest pokarm zepsuty (np. spleśniały chleb) lub pieczywo namoczone i zamarznięte. Karma dostarczana przez człowieka jest zazwyczaj mało urozmaicona, co powoduje u ptaków niedobory składników pokarmowych i w efekcie osłabienie odporności.
- Dokarmianie zwiększa ryzyko rozprzestrzeniania się chorób, gdyż ptaki gromadzą się w jednym miejscu, poza tym często karma miesza się z odchodami. Do karmników przylatują ptaki różnych gatunków, które w naturze zwykle nie stykają się ze sobą bezpośrednio, rośnie więc ryzyko przenoszenia chorób i pasożytów.
- Karmnik dla małych ptaków, jeżeli jest umieszczony w niewłaściwym miejscu, może stać się karmnikiem dla drapieżników, np. kotów lub krogulców, które szybko się uczą, gdzie można znaleźć łatwy łup.
- Dokarmianie zmienia naturalne zachowania – np. ptaki zimują zamiast odlecieć na południe, tracą wrodzony lęk przed człowiekiem lub też przyzwyczajają się do jednego źródła pokarmu i przestają go poszukiwać. Gdy, np. z powodu gorszej pogody, człowiek przerywa dokarmianie, może to powodować śmierć ptaków oczekujących biernie na pożywienie. Niektóre występujące w Polsce ptaki wodne, np. łabędzie nieme, niemal całkowicie zatraciły instynkt wędrówkowy.
- Dokarmianie ogranicza działanie naturalnej selekcji i przez to osłabia całą populację.

## Podstawowe zasady dokarmiania

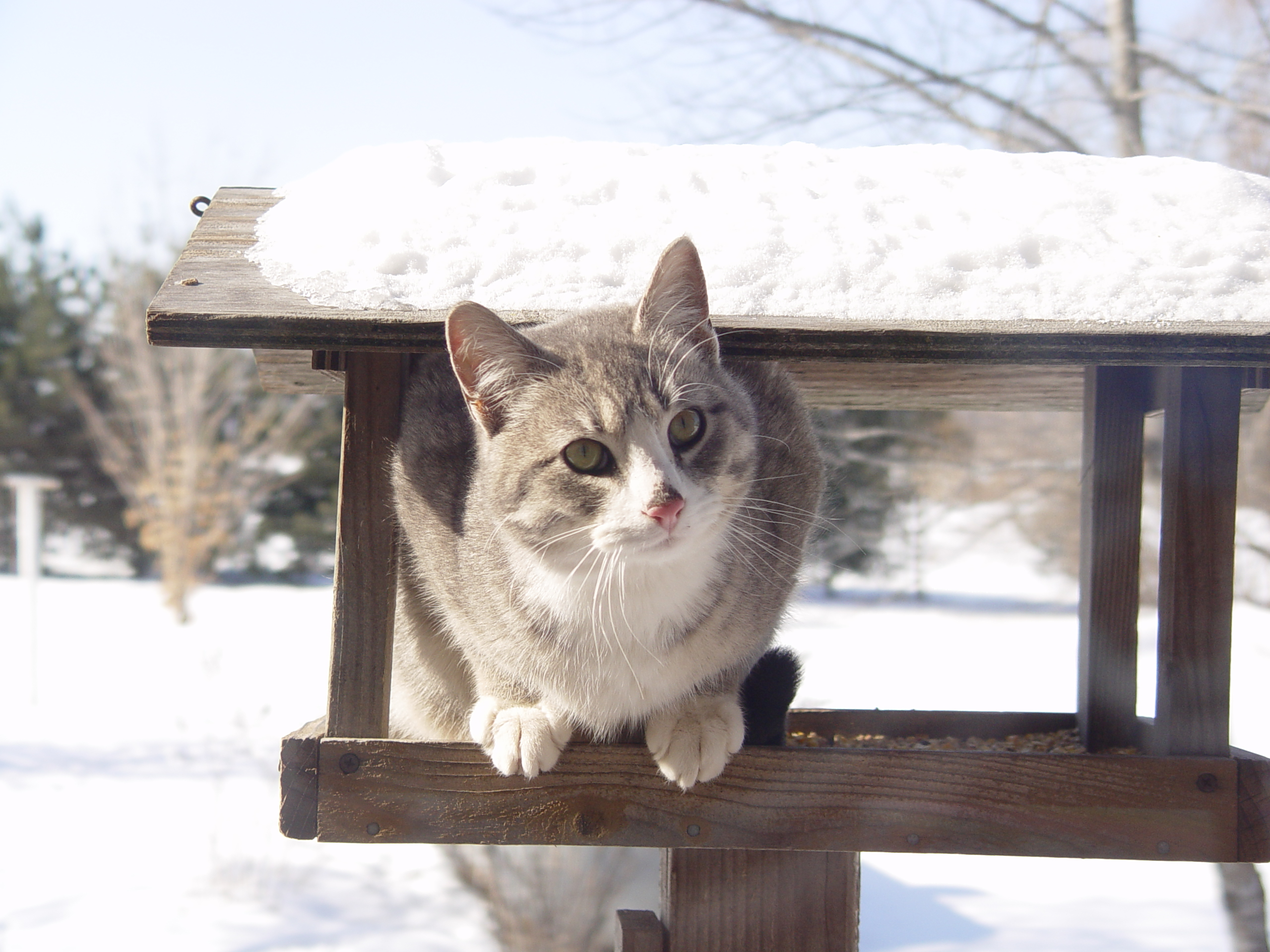
Przykład nieprawidłowo umieszczonego karmnika – kot ma zbyt łatwy dostęp

- Karmnik powinien być regularnie oczyszczany z zalegających resztek jedzenia i odchodów, gdyż ich pozostawienie może sprzyjać szerzeniu się wśród dokarmianych ptaków chorób zakaźnych.
- Karmnik powinien mieć taką konstrukcję, aby chronił karmę przed zawilgoceniem (przed deszczem i śniegiem).
- Karma musi być zawsze świeża, nie zepsuta, nigdy nie solona. Jeżeli nie jest od razu zjadana, należy ją często zmieniać, np. słonina po upływie 2 tygodni jest już zjełczała. Pieczywo należy stosować tylko uzupełniająco, nie jako karmę podstawową.
- Karmnik powinien być umieszczony z dala od krzewów czy innych miejsc stanowiących dobrą kryjówkę dla kotów polujących na ptaki, a równocześnie zapewniać ptakom nieskrępowany dostęp i drogę ucieczki. Zawieszenie karmnika na drucie lub postawienie go na słupie z drucianym kołnierzem ochronnym zainstalowanym od dołu pomoże zapobiegać atakom drapieżników. Nietypowe karmniki typu siatka należy wieszać w miejscach osłoniętych, np. na ganku, pod okapem, na gałęzi samotnego świerka.
- Do wykładania karmy należy wybierać miejsce suche, np. takie gdzie pod ziemią przebiegają rury ciepłownicze. Wilgotne, zamarzające pokarmy uszkadzają ptakom przełyki oraz nadmiernie wyziębiają organizmy. W indywidualnych gospodarstwach, gdzie nie ma niebezpieczeństwa wandalizmu, można przygotować niewielką platformę z desek. Po zakończeniu karmienia można ją odwracać – nie będzie ulegać zaśnieżeniu, a jeśli spód będzie miał inny kolor niż wierzch, stanie się sygnałem, że aktualnie do jedzenia nic nie ma.
- Nie należy dokarmiać ptaków wiosną, latem i jesienią. Zbyt wczesne rozpoczęcie dokarmiania powoduje zaburzenie instynktu wędrówkowego, zwłaszcza u ptaków wodnych.
- Rozpoczęte dokarmianie należy kontynuować przez całą zimę. Na jesieni, do miejsc z pożywieniem ptaki przylatują coraz częściej, a w miarę zbliżania się wiosny coraz rzadziej. Dokarmianie powinno być rozpoczęte najwcześniej w październiku – listopadzie, a zakończone w marcu – na początku kwietnia (krócej na zachodzie Polski, gdzie klimat jest nieco łagodniejszy). Rozpoczęcie dokarmiania powinno być jednak uzależnione nie od daty, ale od pogody. W cieplejszych okresach zimy dokarmianie powinno być mniej intensywne niż podczas mrozu.
- W pobliżu karmnika warto ustawić poidło. Jest ono chętnie odwiedzane przez ptaki nie tylko latem, ale także zimą, gdy występują trudności w zdobyciu wody, gdy naturalne jej źródła zamarzają[2].